# Ванилиновый спирт
Ванилиновый спирт (устар. ванилевый спирт) — органическое вещество, получаемое из ванилина, относится к ароматическим спиртам.
Бесцветные растворимые в воде кристаллы с запахом кокоса и ванили и сладким вкусом сливочного мороженого.
В пищевой промышленности используется в качестве ароматизатора пищевых продуктов.